# Hoax (canção)
"Hoax" (estilizado em letras minúsculas) é uma canção da cantora e compositora estadunidense Taylor Swift, gravada para seu oitavo álbum de estúdio Folklore (2020), lançado em 24 de julho de 2020 através da Republic Records. Swift escreveu a faixa com o auxílio do produtor Aaron Dessner, com produção assinada pelo mesmo. Uma balada de piano de ritmo lento, "Hoax" conta a história de um relacionamento falho, mas eterno, movido por motivos e imagens.
Os críticos notaram as múltiplas referências da faixa a suas canções anteriores e deram críticas mistas a positivas; alguns dos quais elogiaram a letra, enquanto outros a consideraram memorável. Comercialmente, "Hoax" alcançou a posição setenta e um na Billboard Hot 100 dos Estados Unidos e entrou nas paradas da Austrália, Canadá e Reino Unido. A faixa foi apresentada no documentário Folklore: The Long Pond Studio Sessions (2020), do Disney+.

## Antecedentes e produção
A cantora e compositora estadunidense Taylor Swift concebeu seu oitavo álbum de estúdio, Folklore (2020), como frutos de visuais mitopoéticos em sua mente, como resultado de sua imaginação "correndo solta" enquanto se isolava durante a pandemia de COVID-19. Ela recrutou Aaron Dessner e Jack Antonoff como produtores do álbum. Swift e Dessner escreveram e produziram nove canções no Folklore, incluindo "Hoax". A faixa foi a última escrita para o álbum; Dessner achou que o álbum estava finalizado antes de Swift enviar a letra da música. Ela disse a ele para se concentrar em não "tentar dar qualquer outro espaço além do que parece natural" para ele antes de desenvolver a produção. Dessner criou foi uma balada de piano em ritmo lento com orquestração escrita por Rob Moose. "Hoax" foi gravado no Long Pond Studios, em Hudson Valley. Os vocais foram gravados no Kitty Committee Studio em Los Angeles e os instrumentos foram gravados em Hudson Valley e Brooklyn.

## Estrutura musical e conteúdo lírico
A letra conta um relacionamento falho, mas eterno. Swift detalha a bagunça por meio de motivos e imagens. O primeiro verso traz referências líricas das faixas de seus álbuns Red (2012) e Reputation (2017), que vão desde "Holy Ground" até "Look What You Made Me Do". Na ponte, ela menciona a cidade de Nova Iorque, o que indica um sentimento de arrependimento. A próxima linha apresenta um tema cinematográfico, que Swift pinta o relacionamento como um filme. Este conceito também foi usado nas faixas "Exile" e "This Is Me Trying". O final tenso inverte a imagem principal da música, e termina o álbum com uma nota desanimada. Spencer Kornhaber, do The Atlantic, interpretou a letra como uma homenagem ao ator inglês e então namorado de Swift, Joe Alwyn, e opinou que ela está "criando tensão [...] ao embaralhar as suposições do ouvinte.

## Lançamento e recepção crítica
"Hoax", junto com o restante de Folklore, foi lançado em 24 de julho de 2020, pela Republic Records. A canção alcançou as paradas nacionais da Austrália e Canadá. Nos Estados Unidos, estreou na Billboard Hot 100 e na Rolling Stone, com picos de número setenta e um e treze, respectivamente. Nas paradas não nacionais, a canção apareceu em décimo quarto lugar no Hot Rock & Alternative Songs dos EUA e em sexagésimo segundo lugar no Audio Streaming Chart do Reino Unido. Em 25 de novembro, Swift gravou uma versão simplificada de "Hoax" para o documentário Folklore: The Long Pond Studio Sessions, do Disney+.
Michael Sumsion, do PopMatters, selecionou "Hoax" como uma das faixas que representa a "colcha de retalhos atraente e fascinante" do Folklore e deu as boas-vindas à nova direção. Jill Gutowitz, do Vulture, considerou isso um "próximo" da "beira da loucura" do álbum, e o final da música onde "Swift finalmente me tirou da ponte da sanidade". A escritora do The Guardian, Kitty Empire, sentiu que a produção era esquecível: "É uma pena que essas canções inteligentes e perspicazes corram tão poucos riscos reais com a forma". Hannah Mylrea, da NME, considerou-o a menos "memorável" do álbum. Jill Mapes, do Pitchfork, considerou a música como uma das faixas que Folklore "poderia usar alguma poda seletiva".